# Нижній Реутець
Нижній Реутець (рос. Нижний Реутец) — село в Медвенському районі Курської області Російської Федерації.
Населення становить 423 особи. Входить до складу муніципального утворення Нижньореутчанська сільрада.

## Історія
Населений пункт розташований на території українського етнічного та культурного краю Східна Слобожанщина.
Від 2004 року входить до складу муніципального утворення Нижньореутчанська сільрада.

## Населення
| 2002 | 2010 |
| ---- | ---- |
| 449  | ↘423 |